# Chingia australis
Chingia australis är en kärrbräkenväxtart som beskrevs av Holtt. Chingia australis ingår i släktet Chingia och familjen Thelypteridaceae. Inga underarter finns listade.